# Claytonia rosea
Claytonia rosea är en källörtsväxtart som beskrevs av Per Axel Rydberg. Claytonia rosea ingår i släktet vårskönor, och familjen källörtsväxter. Inga underarter finns listade i Catalogue of Life.